# Automolis maria
Automolis maria là một loài bướm đêm thuộc phân họ Arctiinae, họ Erebidae.